# Leptopterna dolabrata
Axsugare (Leptopterna dolabrata) (äldre latinskt namn Miris dolobratus) är en insektsart som först beskrevs av Carl von Linné 1758.  Leptopterna dolabrata ingår i släktet Leptopterna och familjen ängsskinnbaggar. Arten är reproducerande i Sverige. Inga underarter finns listade i Catalogue of Life.
Axsugaren är 9–10 millimeter lång, gulgrön med svart teckning på hjässan och två svarta längsband över halssköld och skutell. Den har täckvingar gulskuggade med gulvit eller gulröd utkant. Larverna och den fullvuxna skallbacken åstadkommer genom sugning på blad och ax skador i sädesslag och vallgräs. Den är vanlig i hela Sverige.

## Bildgalleri

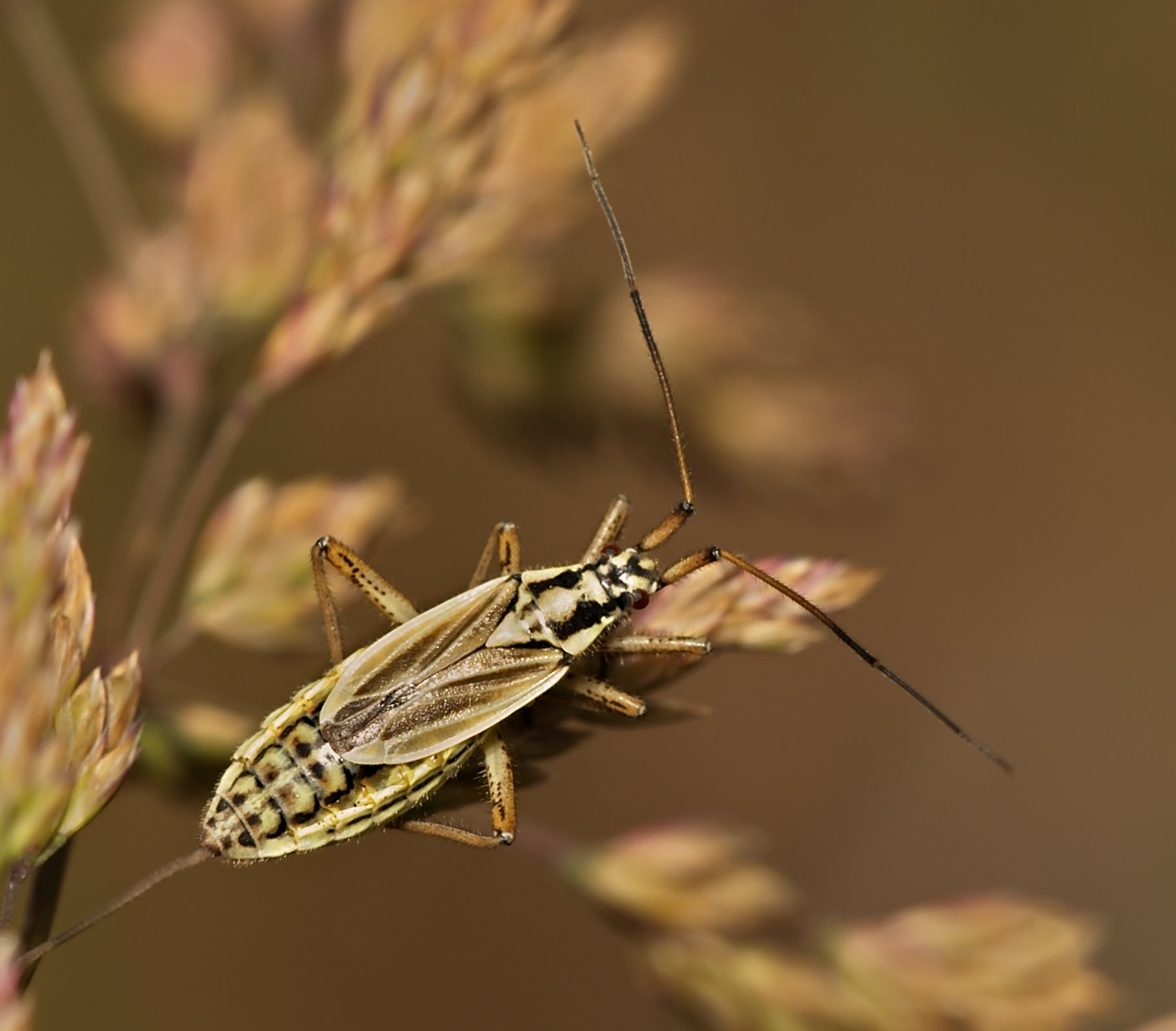
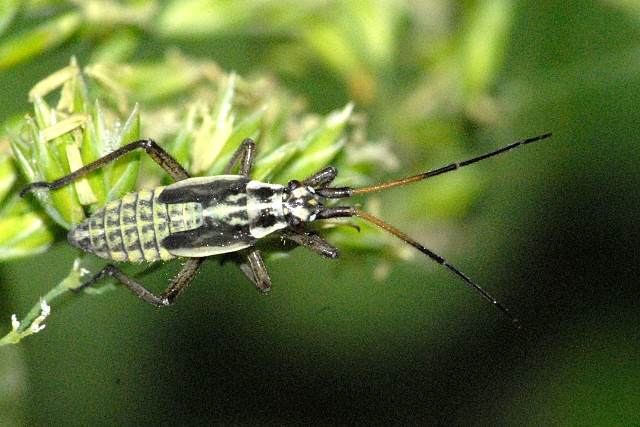
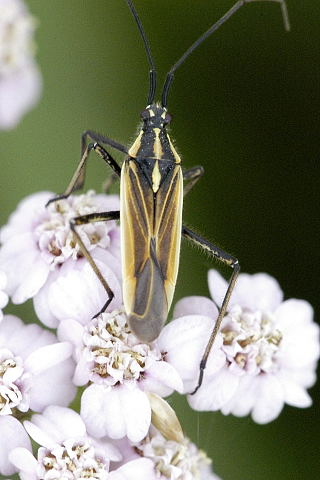
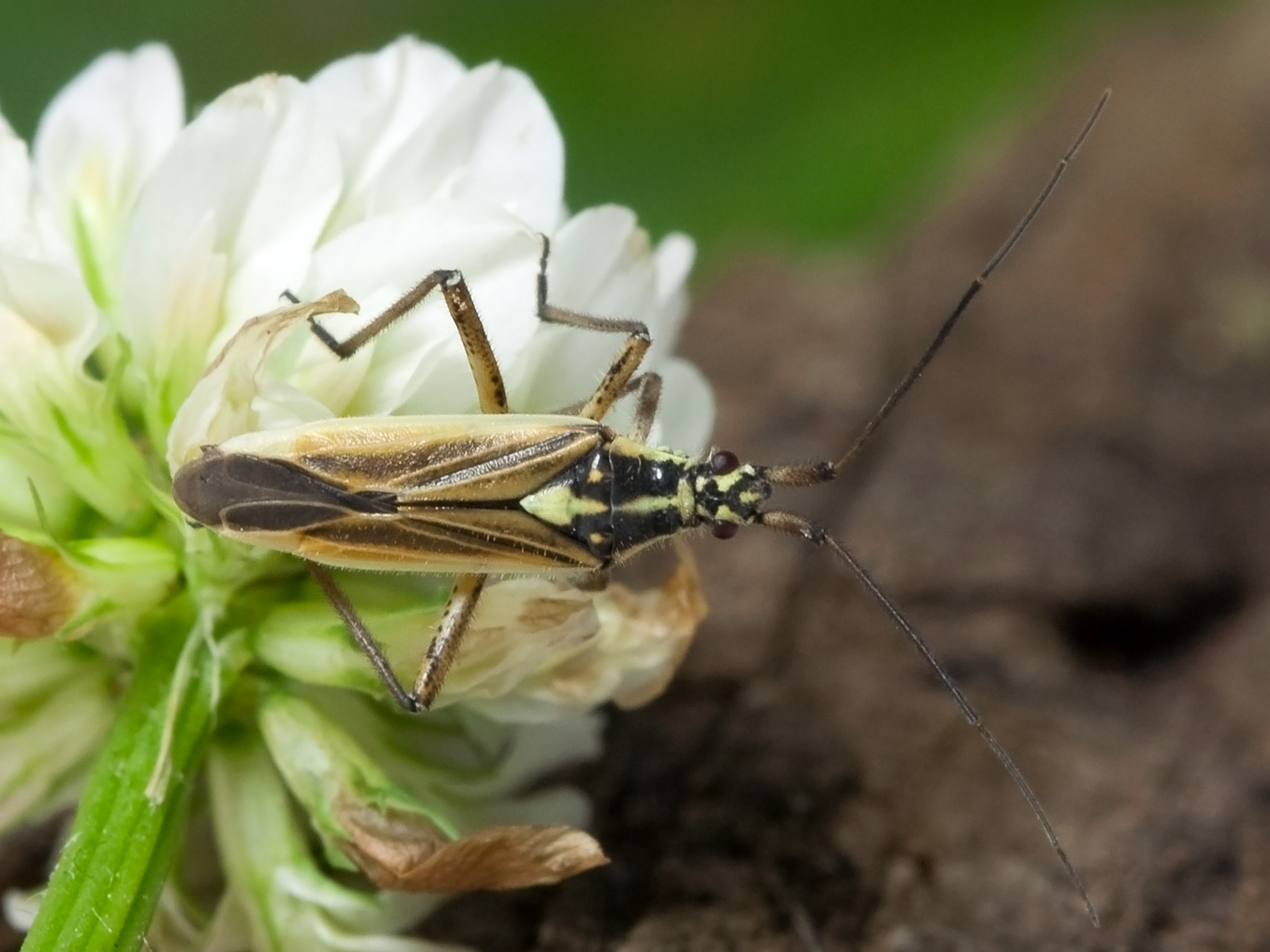
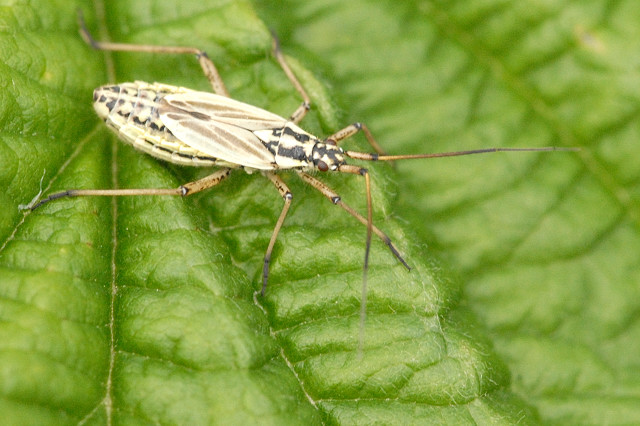
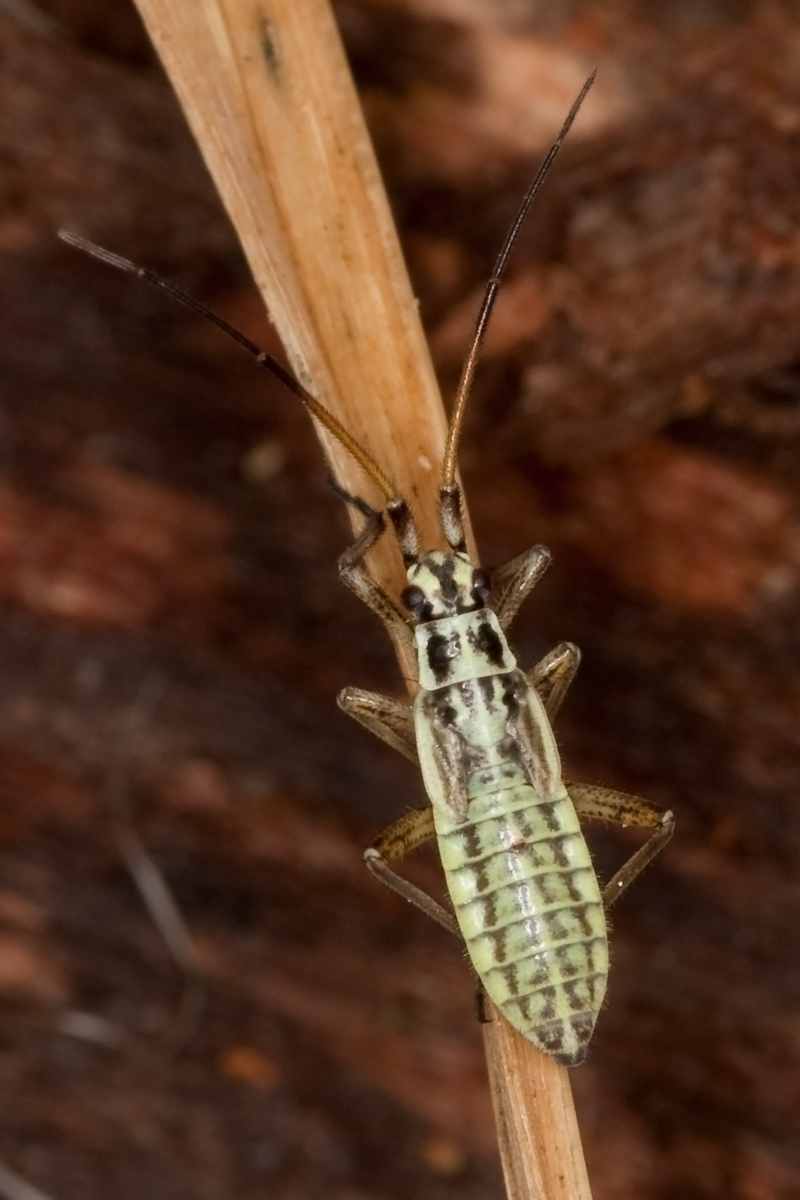